# عام الأمم المتحدة للتسامح
أعلنت الجمعية العامة للأمم المتحدة العام 1995 م عام الأمم المتحدة للتسامح، وكانت منظمة اليونسكو  قد دعت المجلس الاقتصادي والاجتماعي إلى النظر في الأمر في جلسة سابقة). 
تم الحديث عن فكرة وممارسة التسامح على نطاق واسع في المدارس في العديد من الدول الأعضاء. وكان يُنظر إلى التسامح على أنه "فضيلة وقيمة مهددة بالانقراض" في العديد من أنحاء العالم، وخاصة تلك التي كانت تعاني من حروب عنصرية ودينية، مثل تلك الموجودة في البوسنة ورواندا. وقالت اليونسكو إن التغلب على التعصب يتطلب خمسة محاور رئيسية: القانون، والتعليم، والوصول إلى المعلومات، والوعي الفردي، والحلول المحلية [الإنجليزية]. ومن ثم فإن التسامح واجب سياسي وقانوني وأخلاقي لحماية حقوق الإنسان والحفاظ عليها. يُحتفل باليوم العالمي للتسامح في 16 نوفمبر من كل عام، تقديرا لإعلان باريس الذي تم التوقيع عليه في ذلك اليوم من عام 1995 من قبل 185 دولة عضوا.
عام 1995عقد مؤتمر صحفي في الأمم المتحدة لمارك سيموتيوك البالغ من العمر 12 عامًا والذي أطلق كتابه "401 نكتة أبله للأطفال" الذي وحد أطفالًا من أوكرانيا وكندا والولايات المتحدة، كأحد رموز الأمم المتحدةلعام التسامح.

## أنظر أيضا
- جائزة اليونسكو - مادانجيت سينغ والتي تهدف إلى تعزيز التسامح واللاعنف، تأسست عام 1996.
- المؤتمر العالمي لمكافحة العنصرية

- التثقيف في مجال حقوق الإنسان
- تسامح

## الروابط الخارجية
- إعلان مبادئ التسامح